# アーマンド・ガララーガ
- アルマンド・ガララーガ

アーマンド・アントニオ・ガララーガ・バレト（Armando Antonio Galarraga Barreto, 1982年1月15日 - ）は、ベネズエラ・スクレ州クマナ出身の元プロ野球選手（投手）。右投右打。

## 経歴

### プロ入りとエクスポズ傘下時代
1998年10月31日にモントリオール・エクスポズと契約。

### レンジャーズ時代
2005年12月8日にターメル・スレッジ、ブラッド・ウィルカーソンとともにアルフォンソ・ソリアーノとの1対3のトレードでテキサス・レンジャーズへ移籍。
2007年9月15日のアスレチックス戦でメジャーデビューを果たし、メジャー3試合目の登板となった9月24日のエンゼルスでメジャー初先発。

### タイガース時代
2008年2月4日にマイナー選手とのトレードでデトロイト・タイガースへ移籍。AAA級トレドで開幕を迎えたが、ドントレル・ウィリスの故障者リスト入りに伴いメジャー昇格を果たし、4月16日のインディアンス戦でメジャー初勝利を記録。4月は3試合に登板し、2勝・防御率1.50を記録し、月間最優秀新人にノミネートされた。ジム・リーランド監督はウィリスがメジャー復帰した時にガララーガをマイナーに降格させるか、リリーフに回すなど、先発ローテーションから外すことを示唆していたが、ガララーガはチーム最多の13勝を挙げ、被安打率7.66は松坂大輔に次いでリーグ2位。ウィリスを含め、総崩れとなったタイガースの投手陣の中で唯一活躍。
2009年開幕前の3月に第2回WBCのベネズエラ代表に選出された。
シーズンでは、8月に肘を痛め、9月からは先発ローテーションを外され、リリーフとして起用された。6勝10敗・防御率5.64の成績でシーズンを終えた。

#### 幻の完全試合
2010年6月2日、インディアンス戦で誤審によって完全試合を逃している。9回裏2死走者無しで27人目の打者ジェイソン・ドナルドが打った一・二塁間へのゴロを一塁手のミゲル・カブレラが捕球してベースカバーのガララーガに送球した。タイミングはアウトであったが一塁塁審のジム・ジョイスはセーフと判定し、完全試合もノーヒットノーランも逃した。その後、1番打者のトレバー・クロウを三塁ゴロに打ち取り打者28人を内野安打1本に抑え3-0で完封勝利（メジャー昇格4年目で初完投・初完封勝利でもあった）を収めている。試合後、ビデオで確認したジム・ジョイスは誤審を認め謝罪、ガララーガは「誰しも完璧（パーフェクト）ではない」とコメントした。

### ダイヤモンドバックス時代

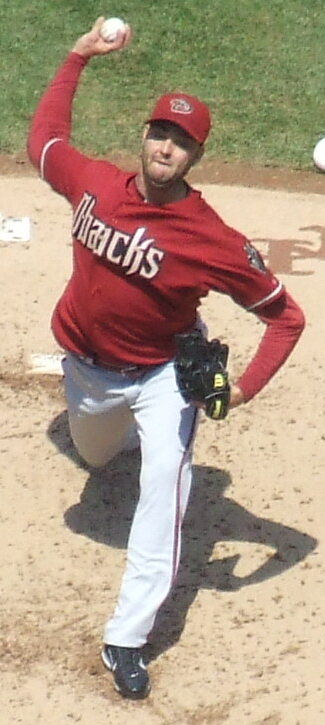
アリゾナ・ダイヤモンドバックス時代
(2011年4月24日)

2011年1月18日には年俸230万ドルの1年契約を結ぶが、24日にケビン・アイクホーンとライアン・ロボウスキーとの1対2のトレードでアリゾナ・ダイヤモンドバックスへ移籍。しかし8試合の先発で3勝4敗、防御率5.91、WHIP1.62と低迷し、5月21日には40人枠から外れた。

### アストロズ時代
2012年はボルチモア・オリオールズと1月にマイナー契約を交わすも4月に解雇され、その後、ヒューストン・アストロズとマイナー契約を結んだ。

### レッズ傘下時代
2013年1月17日にシンシナティ・レッズとマイナー契約を結んだ。

### ロッキーズ傘下時代
2013年7月15日にパーカー・フレージャーとのトレードでコロラド・ロッキーズへ移籍。11月5日にFAとなった。

### 中信兄弟時代
2014年2月3日にテキサス・レンジャーズとマイナー契約を結んだが、3月23日に放出された。4月に台湾プロ野球・中信兄弟と契約を結んだが、1勝どまりでシーズン途中の7月1日解雇された。

### メキシカンリーグ時代
2015年はリーガ・メヒカーナ・デ・ベイスボルのプエブラ・パロッツと契約。6月21日に自由契約となる。

## 選手としての特徴
投球スタイルはストレート系変化球（ツーシームやワンシーム）などを中心に打たせて取るスタイル。その他変化球ではスライダー、チェンジアップなどを投げる

## 詳細情報

### 年度別投手成績
| 年 度     | 球 団     | 登 板 | 先 発 | 完 投 | 完 封 | 無 四 球 | 勝 利 | 敗 戦 | セ 丨 ブ | ホ 丨 ル ド | 勝 率 | 打 者 | 投 球 回 | 被 安 打 | 被 本 塁 打 | 与 四 球 | 敬 遠 | 与 死 球 | 奪 三 振 | 暴 投 | ボ 丨 ク | 失 点 | 自 責 点 | 防 御 率 | W H I P |
| --------- | --------- | ----- | ----- | ----- | ----- | -------- | ----- | ----- | -------- | ----------- | ----- | ----- | -------- | -------- | ----------- | -------- | ----- | -------- | -------- | ----- | -------- | ----- | -------- | -------- | ------- |
| 2007      | TEX       | 3     | 1     | 0     | 0     | 0        | 0     | 0     | 0        | 0           | ----  | 40    | 8.2      | 8        | 2           | 7        | 0     | 0        | 6        | 0     | 0        | 6     | 6        | 6.23     | 1.73    |
| 2008      | DET       | 30    | 28    | 0     | 0     | 0        | 13    | 7     | 0        | 0           | .650  | 746   | 178.2    | 152      | 28          | 61       | 2     | 6        | 126      | 6     | 0        | 83    | 74       | 3.73     | 1.19    |
| 2009      | DET       | 29    | 25    | 0     | 0     | 0        | 6     | 10    | 0        | 0           | .375  | 642   | 143.2    | 158      | 24          | 67       | 1     | 6        | 95       | 1     | 0        | 93    | 90       | 5.64     | 1.57    |
| 2010      | DET       | 25    | 24    | 2     | 1     | 1        | 4     | 9     | 0        | 0           | .308  | 617   | 144.1    | 143      | 21          | 51       | 1     | 4        | 74       | 4     | 3        | 75    | 72       | 4.49     | 1.34    |
| 2011      | ARI       | 8     | 8     | 0     | 0     | 0        | 3     | 4     | 0        | 0           | .429  | 198   | 42.2     | 47       | 13          | 22       | 2     | 1        | 28       | 1     | 1        | 36    | 28       | 5.91     | 1.62    |
| 2012      | HOU       | 5     | 5     | 0     | 0     | 0        | 0     | 4     | 0        | 0           | .000  | 120   | 24.0     | 28       | 6           | 18       | 1     | 2        | 17       | 1     | 1        | 20    | 18       | 6.75     | 1.92    |
| 2014      | 兄弟      | 10    | 6     | 1     | 0     | 0        | 1     | 5     | 0        | 0           | .167  | 210   | 50.1     | 52       | 3           | 13       | 0     | 2        | 12       | 2     | 0        | 26    | 25       | 4.47     | 1.29    |
| MLB：6年  | MLB：6年  | 100   | 91    | 2     | 1     | 1        | 26    | 34    | 0        | 0           | .433  | 2363  | 542.0    | 536      | 94          | 226      | 7     | 19       | 346      | 13    | 5        | 313   | 288      | 4.78     | 1.41    |
| CPBL：1年 | CPBL：1年 | 10    | 6     | 1     | 0     | 0        | 1     | 5     | 0        | 0           | .167  | 210   | 50.1     | 52       | 3           | 13       | 0     | 2        | 12       | 2     | 0        | 26    | 25       | 4.47     | 1.29    |

### 背番号
- 70 （2007年）
- 58 （2008年 - 2010年）
- 59 （2011年）
- 30 （2012年）
- 40 （2014年）

### 代表歴
- 2009 ワールド・ベースボール・クラシック・ベネズエラ代表